# 张学举
张学举（？—？），如皋人，是一名清朝政治人物。
张学举曾于乾隆二十八年接替李拔任福州府知府一职，乾隆三十一年由李浚源接任。